# Gesshō-ji
Le temple Gesshô-ji (月照寺) est situé dans la ville de Matsue, à moins d'un kilomètre à l’est du château. Temple familial du clan Matsudaira qui a régné sur le fief de Matsue pendant dix générations, de 1638 à 1871, il abrite les tombeaux des différents seigneurs. Le vaste temple, désigné Site historique national, est notamment renommé pour ses solennelles portes d'entrées menant aux tombeaux et qui sont particulièrement bien conservées.
Dans l’enceinte du temple se trouve une impressionnante tortue de pierre sur laquelle est planté un énorme pilier. D’après la légende, ce pilier aurait été planté dans le dos de la tortue pour l’empêcher de se promener la nuit comme elle en avait paraît-il pris l’habitude ! Cette légende apparaît dans l'un des contes de Lafcadio Hearn qui travailla plus d'un an dans la ville en tant que professeur d'anglais en 1890.
Le temple est également connu sous le nom du « temple des hortensias » qui y fleurissent par milliers en juin.

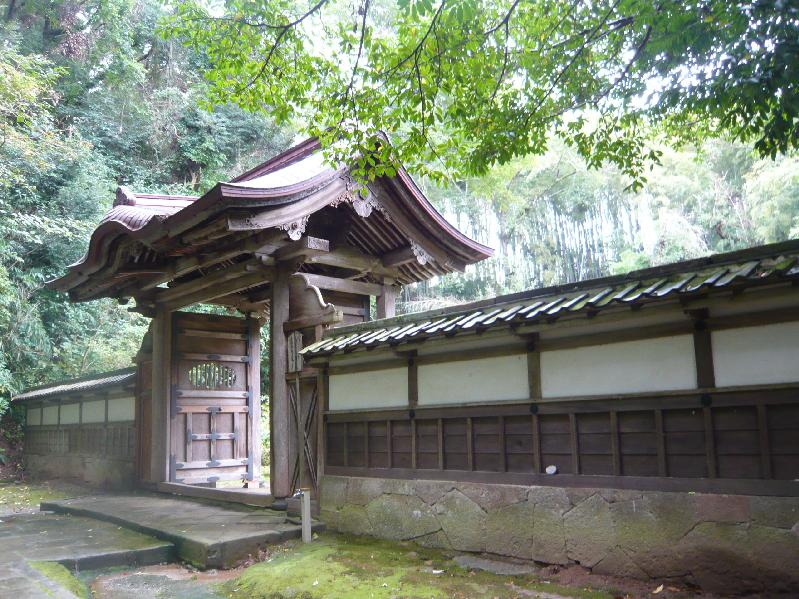
L'une des nombreuses portes à l'intérieur du temple

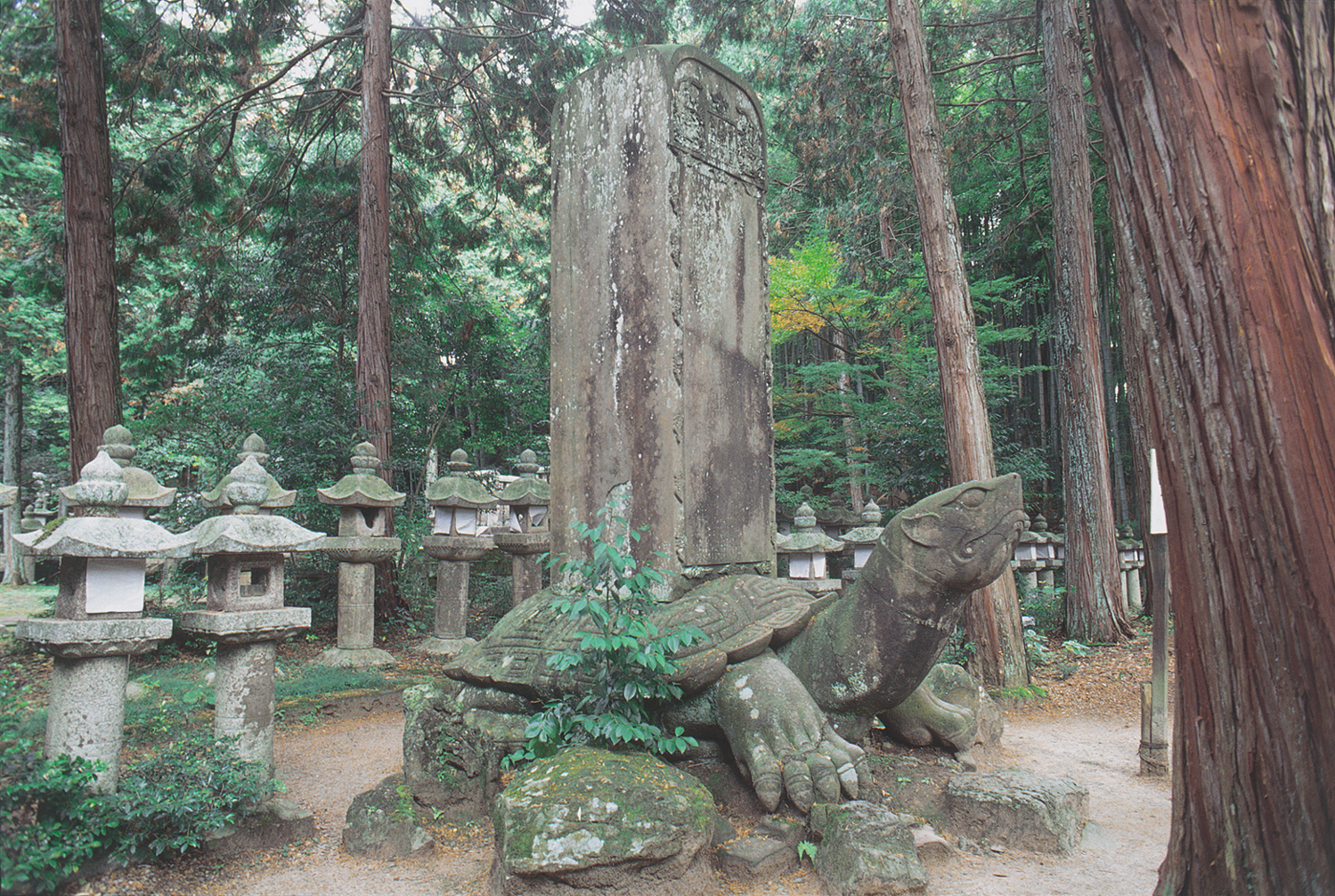
L'énorme tortue de pierre du temple, symbole de longévité